# Giovanni Battista Calò

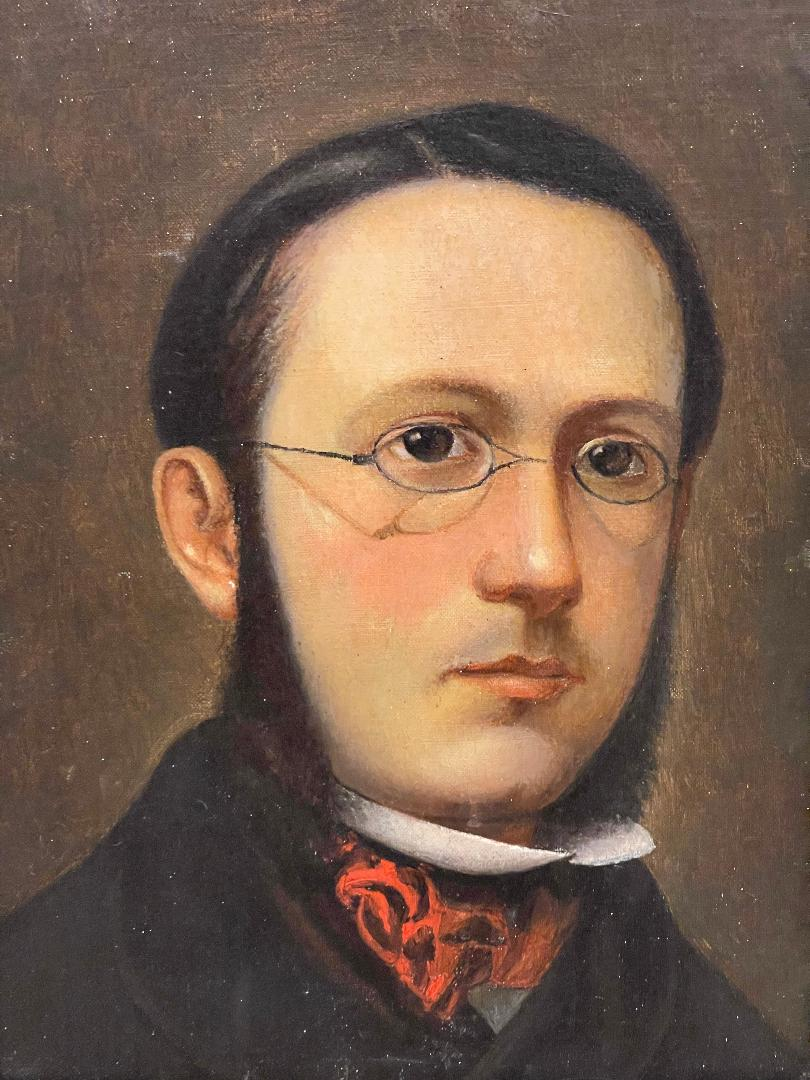
Giuseppe Gabbiani, ritratto del pittore G. B. Calò

Giovanni Battista Calò (Barletta, 16 luglio 1832 – Barletta, 28 agosto 1895) è stato un pittore italiano.

## Storia
Giovanni Battista Calò nacque a Barletta il 16 luglio 1832, da Giuseppe Calò e Maria Tatò, una modesta famiglia di agricoltori.
A dieci anni fu affidato all’Ospizio di Giovinazzo dove mise subito in luce le sue capacità artistiche.
Da ragazzino si appassionò all'arte e così nel 1852, utilizzando una provvidenziale eredità, riuscì a trasferirsi a Napoli per studiare sotto la guida di Giuseppe Mancinelli alla Regia Accademia di Belle Arti. 
Qui Vincenzo Marinelli lo segnalò al Ministero dell’Interno come una sicura promessa, proponendolo per una borsa di studio.
Formatosi come eccellente ritrattista, all'età di 30 anni fu colpito improvvisamente da tubercolosi, da cui riuscì a guarire. 
Intraprese in seguito una serie di viaggi in Europa.
Dipinse per il Teatro Curci il controsoffitto che raffigura il Carro del Sole e uno dei fondali scenici.
Partecipò alle esposizioni di Napoli e Venezia. Fu il maestro dei maggiori artisti barlettani della seconda metà dell'Ottocento, tra i quali si ricordano: Giuseppe De Nittis, Geremia Discanno, Raffaele Girondi, Vincenzo De Stefano e Giuseppe Gabbiani. 
Come maestro la sua scuola ebbe un ruolo essenziale ed aggregante tra i vari pittori di Barletta e non solo, molti promettenti talenti delle città limitrofe vollero frequentare il suo laboratorio d’arte certi del valido insegnamento che ne avrebbero tratto.
Partecipò all'Esposizione Nazionale di Firenze del 1861, a quella di Milano del 1872 e del 1874 e nel 1875 presentò a Firenze La Disfida di Barletta, bozzetto del sipario per il teatro Curci della sua città.
Nel 1884 all'Esposizione Nazionale di Torino, il suo dipinto Donna col velo fu premiato ed inserito sul Gazzettino artistico-letterario di Firenze. 
Con l'opera Signor Goucez, approdò al Salone di Parigi del 1890.
Molte sue opere sono conservate al Museo civico di Barletta sito al primo piano del castello, grazie alla donazione Gabbiani. Altre ancora sono sparse in numerose chiese della Puglia, tra cui la Chiesa del Purgatorio. 
Morì nella sua città natale nel 1895, all'età di sessantatré anni, e fu sepolto nel cimitero monumentale di Barletta.
Specializzato soprattutto come ritrattista, la sua produzione comprende anche  immagini di soggetto sacro, paesaggi e quadri di genere.

## Galleria d'immagini

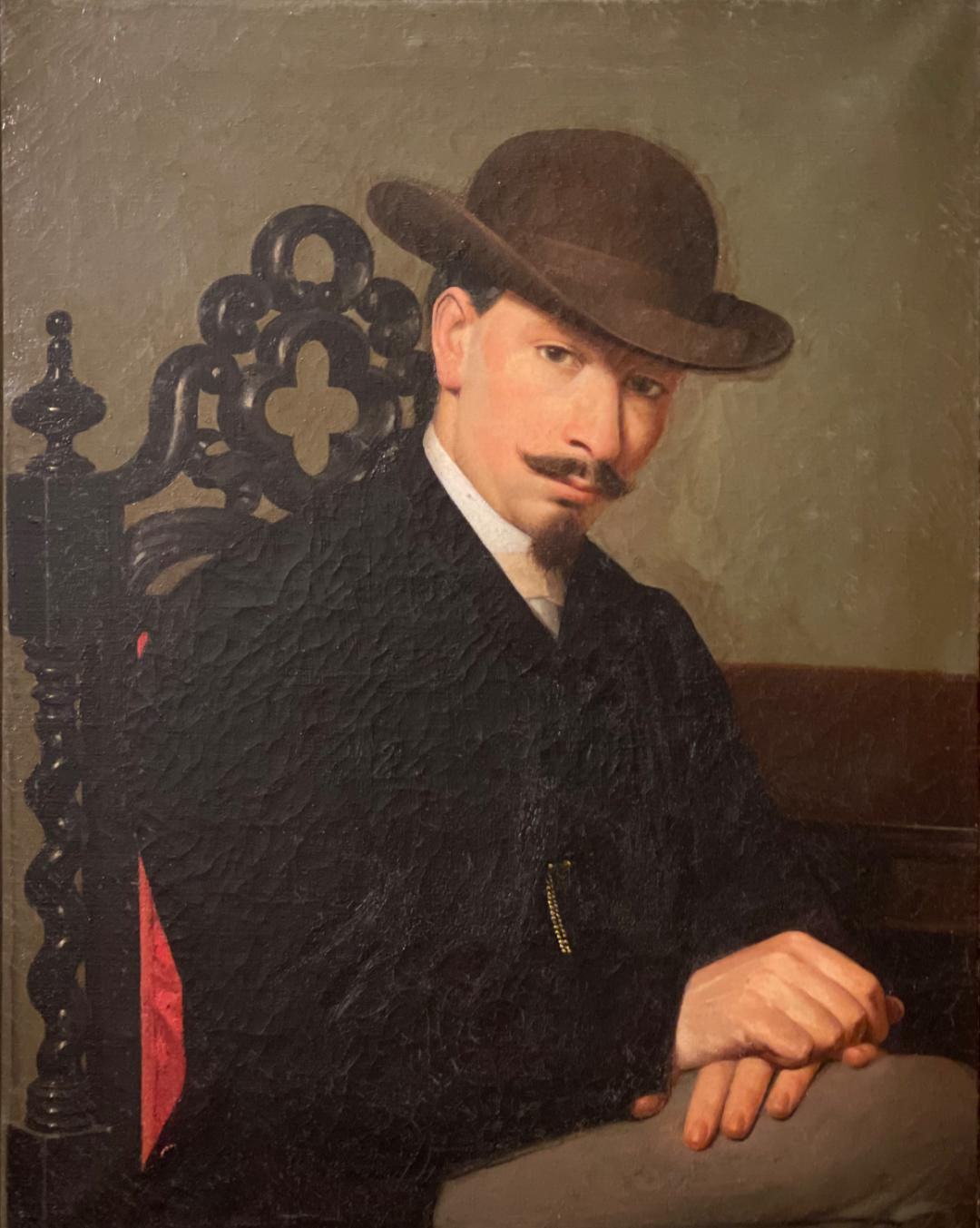
Giovanni Battista Calò, ritratto di Carmine De Martino
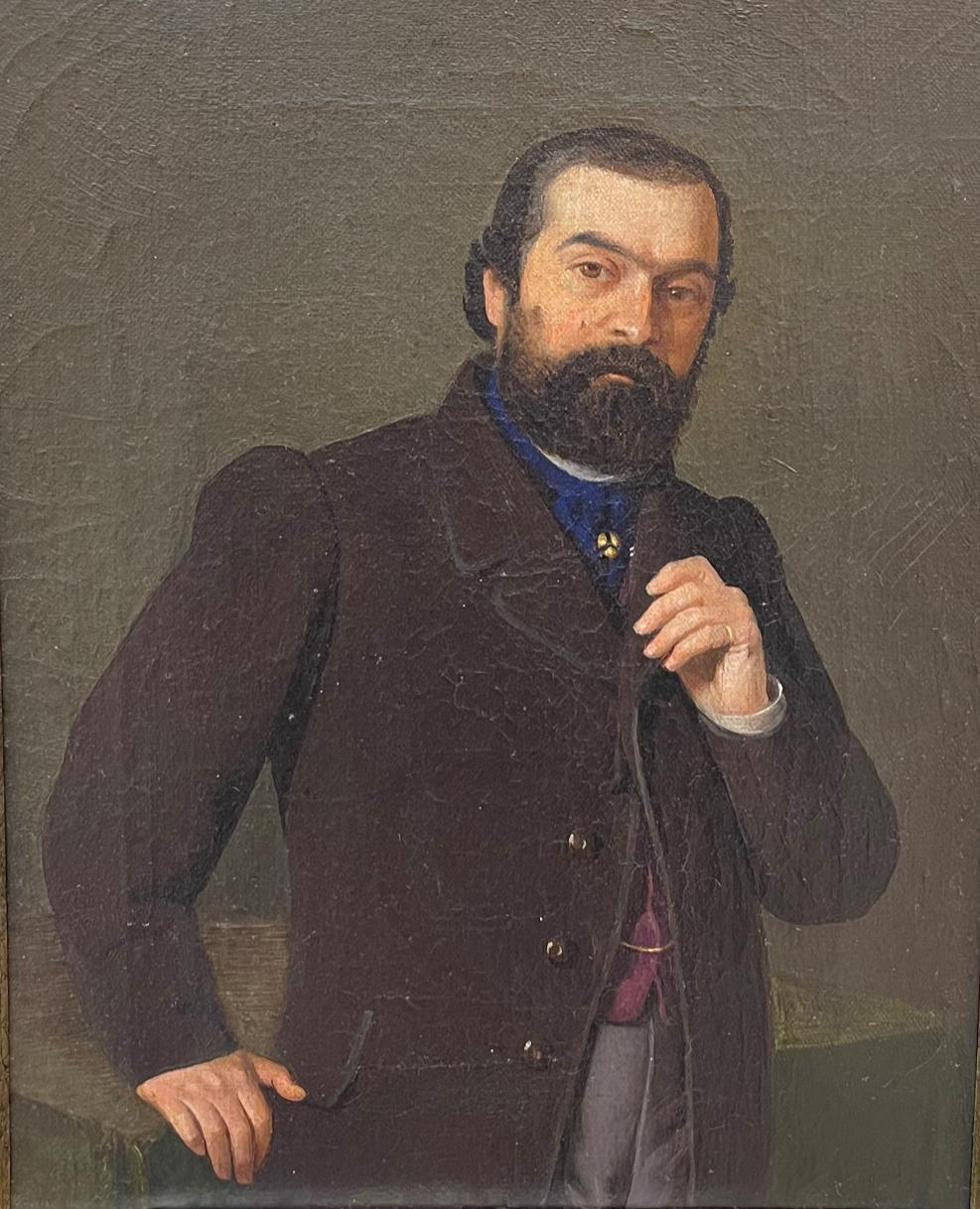
Giovanni Battista Calò, ritratto di Don Gaetano Cafiero
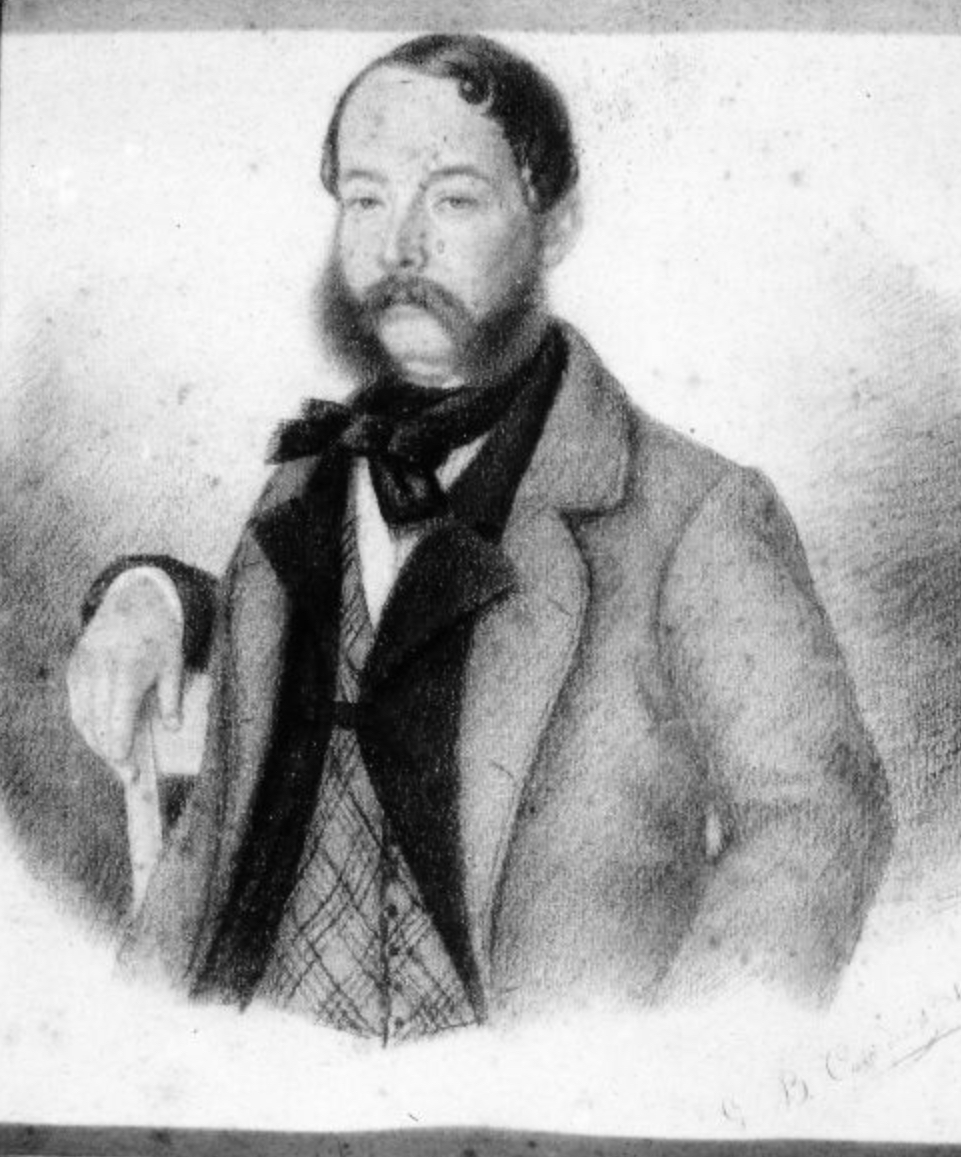
Giovanni Battista Calò, ritratto del Sig. De Leone, matita 1851